# Azerbeidzjaans-Surinaamse betrekkingen
Azerbeidzjaans-Surinaamse betrekkingen verwijzen naar de huidige en historische betrekkingen tussen Azerbeidzjan en Suriname.
Beide landen vestigden diplomatieke betrekkingen op 11 februari 2000. In 2011 werd de relatie bevestigd, in 2014 voor het eerst een Azerbeidzjaanse ambassadeur aan Suriname toegewezen en rond 2019 werden de betrekkingen verder verdiept.
In september 2018 stelde Azerbeidzjan studiebeurzen beschikbaar op het gebied van olieraffinage, architectuur, management, kunst en toerisme. Studenten worden in de zes maanden voor hun studie het Azerbeidzjaans bijgebracht. Azerbeidzjan maakte in 2019 een vergelijkbaar aanbod aan buurland Guyana; Suriname heeft studiebeursprogramma's met een groot aantal landen. Verder willen beide landen samenwerken op het gebied van energie en mijnbouw (waaronder olie en gas) en sport. In 2017 werd ook gesproken over samenwerking met de Surinaamse Televisie Stichting (STVS).

## Ambassadeurs
Azerbeidzjan benoemt voor Suriname niet-residerende ambassadeurs met als basis de ambassade in Brazilië en verdere verantwoordelijkheid voor onder meer Guyana en Trinidad en Tobago. Hieronder volgt een lijst:
| Ambassadeur             | start            | vertrek      | opmerking                                        |
| ----------------------- | ---------------- | ------------ | ------------------------------------------------ |
| Elnur Ikhtiyar Sultanov | 13 november 2014 | Decemer 2016 | Eerste Azerbeidzjaanse ambassadeur voor Suriname |
| Elkhan Polukhov         | 24 augustus 2017 |              |                                                  |